# Oleg Saprykin
Oleg Dmitrievič Saprykin (in russo Олег Дмитриевич Сапрыкин?; Mosca, 12 febbraio 1981) è un hockeista su ghiaccio russo.

## Palmarès

### Mondiali
- 1 medaglia:
  - 1 oro (Svizzera 2009)